# Aeropuerto Internacional de Borýspil
El Aeropuerto Internacional de Borýspil (IATA: KBP, OACI: UKBB) es un aeropuerto internacional localizado cerca de la ciudad de Borýspil (a veces llamada Boríspyl o Boríspol), a 29 km hacia el este de Kiev. Es el aeropuerto más importante de Ucrania, y opera la mayor parte de los vuelos internacionales del país.
El aeropuerto es uno de los tres aeropuertos del área de Kiev. El Aeropuerto de Zhulyany es un aeropuerto de pasajeros ubicado al sur de Kiev, y opera mayoritariamente vuelos de cabotaje. El Aeropuerto de Hostómel es un aeropuerto de carga localizado en un suburbio del noroeste de Kiev, utilizado principalmente por la compañía Antonov.
Actualmente se encuentra cerrado temporalmente.

## Historia

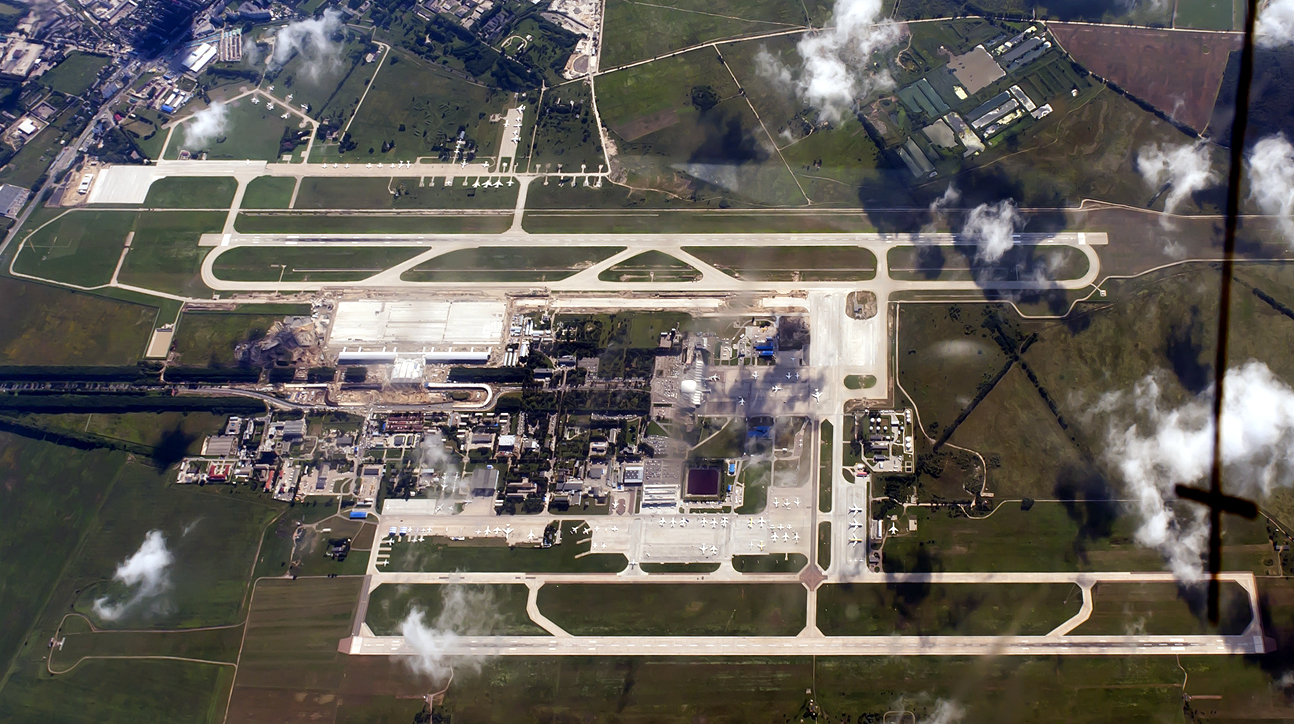
Vista aérea del aeropuerto

El 22 de junio de 1959, el Consejo de Ministros de la República Socialista Soviética de Ucrania ordenó el establecimiento de un servicio de transporte aéreo regular al por entonces aeródromo militar en cercanías de Borýspil. El 7 de julio de 1959, el nuevo aeropuerto (denominado Kiev-Tsentralnyi) recibió su primer vuelo regular. Fue un Tupolev Tu-104 de Aeroflot que se provenía de Moscú, transportando 100 pasajeros y unos 1600 kg de carga. Las primeras rutas servidas fueron Moscú-Kiev-Moscú y Leningrado-Kiev-Leningrado. 
En noviembre de 1960, el primer grupo aéreo permanente consistente en aeronaves Tu-104 y Antonov An-10 fueron asignados al aeropuerto. Hasta entonces el aeropuerto solo había sido servido por aeronaves con base en Moscú y otras ciudades de la Unión Soviética. Una nueva terminal de pasajeros fue inaugurada en 1965. A fines de ese año un sistema de asistencia de aterrizaje automático fue instalado en el aeropuerto.
En 1963 la Administración Territorial de Aviación Civil de Ucrania formó su subdivisión Borýspil, comprendía al aeropuerto y su grupo aéreo. El grupo aéreo creció considerablemente en las décadas de 1960 y 1970. Para 1974 incluía cuatro aeronaves turbofán (Tu-104, Tu-134, y Tu-154) y dos flotas de aeronaves turbopropulsadas (Ilyushin Il-18).
Para las décadas finales de la Guerra Fría, la Fuerza Aérea Soviética mantuvo una presencia en el aeropuerto con 1 VTAP (1° Regimiento Militar de Transporte de Aviación) volando jets de carga Ilyushin Il-76.
En la década de 1980 el Aeropuerto de Borýspil empezó a recibir algunos vuelos internacionales. Se establecieron servicios adicionales para el pasajero, y personal de aduana y migraciones fueron incorporados. Sin embargo, a los ciudadanos soviéticos ordinarios no se les permitía viajar al exterior desde Kiev, en su lugar solo podían hacerlo desde los aeropuertos de Moscú. A fines de la década de 1980, Mijeíl Saakashvili, el presidente de la Georgia moderna, realizó su servicio de conscripción en el Grupo Separado de Borýspil de la Guardia de Frontera Soviética, que estaba realizando el control de frontera en el aeropuerto. 
En 1993 el Ministerio de Transporte de la Ucrania independiente reorganizó el aeropuerto al Aeropuerto Internacional de Borýspil y creó una subdivisión local de Air Ukraine para que operara vuelos. El aeropuerto fue abierto a cualquier pasajero y vuelo. El número de aeronaves y el tráfico de pasajeros ha estado creciendo desde entonces. 
A principios del siglo XXI, el Aeropuerto Internacional de Borýspil se convirtió en un centro de conexión no solo para vuelos nacionales, sino también para aerolíneas del exterior. La estrategia del desarrollo del aeropuerto hace hincapié en el rol de centro de conexión, dado que la demanda de pasajeros domésticos está creciendo poco en comparación al tráfico de pasajeros en tránsito. 
En el 2002 el aeropuerto fue certificado bajo el sistema de administración de la calidad ISO 9001.

### Suspensión de Operaciones (2022-presente)
El 24 de febrero de 2022, Ucrania cerró el espacio aéreo a vuelos civiles debido a la invasión rusa de Ucrania, cerrando así el aeropuerto. Poco después, el aeropuerto fue alcanzado por misiles rusos que tenían como objetivo la infraestructura ucraniana. Hasta enero de 2023, el espacio aéreo sigue cerrado, lo que provoca que Ucrania no tenga viajes aéreos.

## Estructura
El aeropuerto cuenta con tres terminales:
- Terminal B (Vuelos de cabotaje)
- Terminal D (Vuelos internacionales)

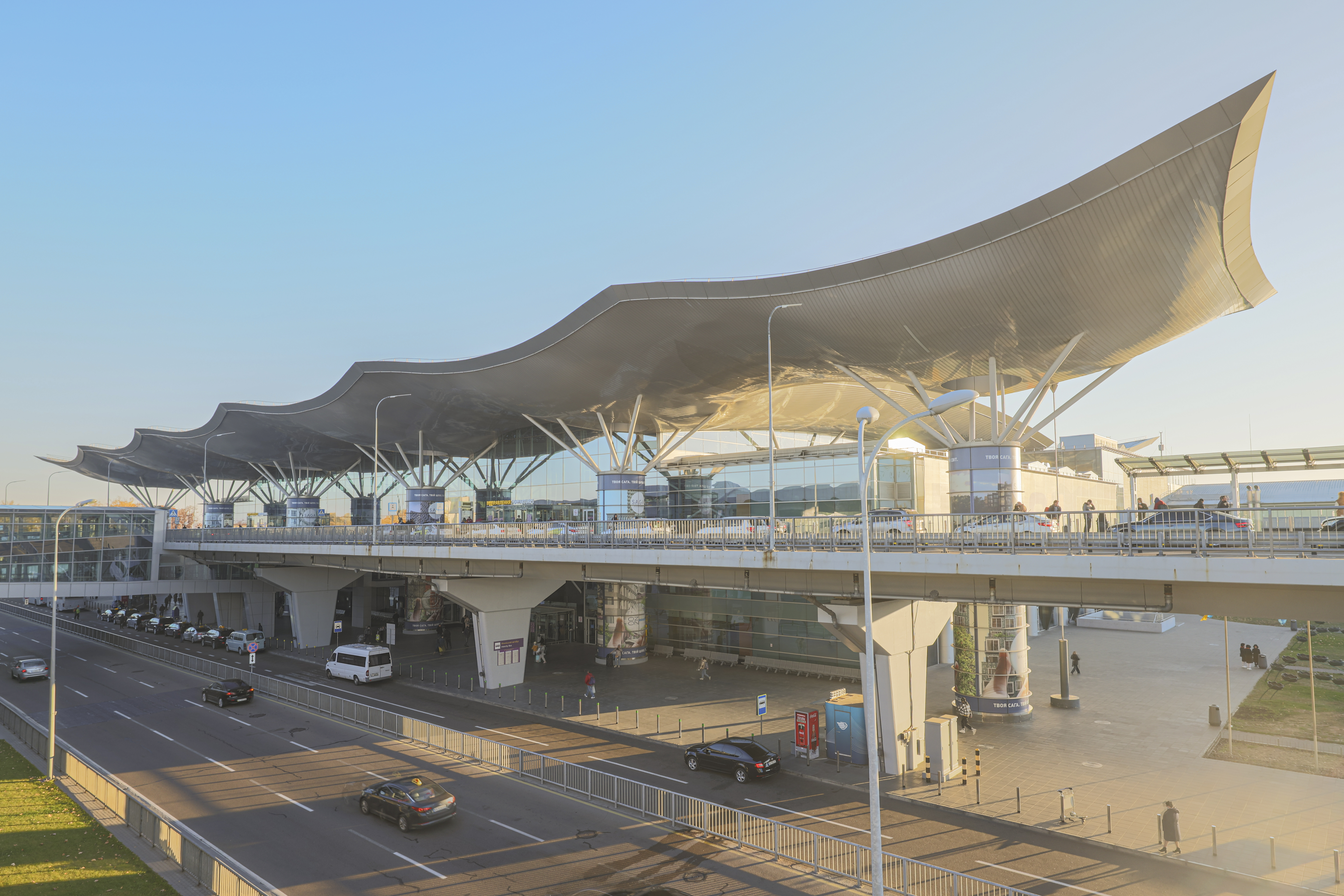
Terminal B

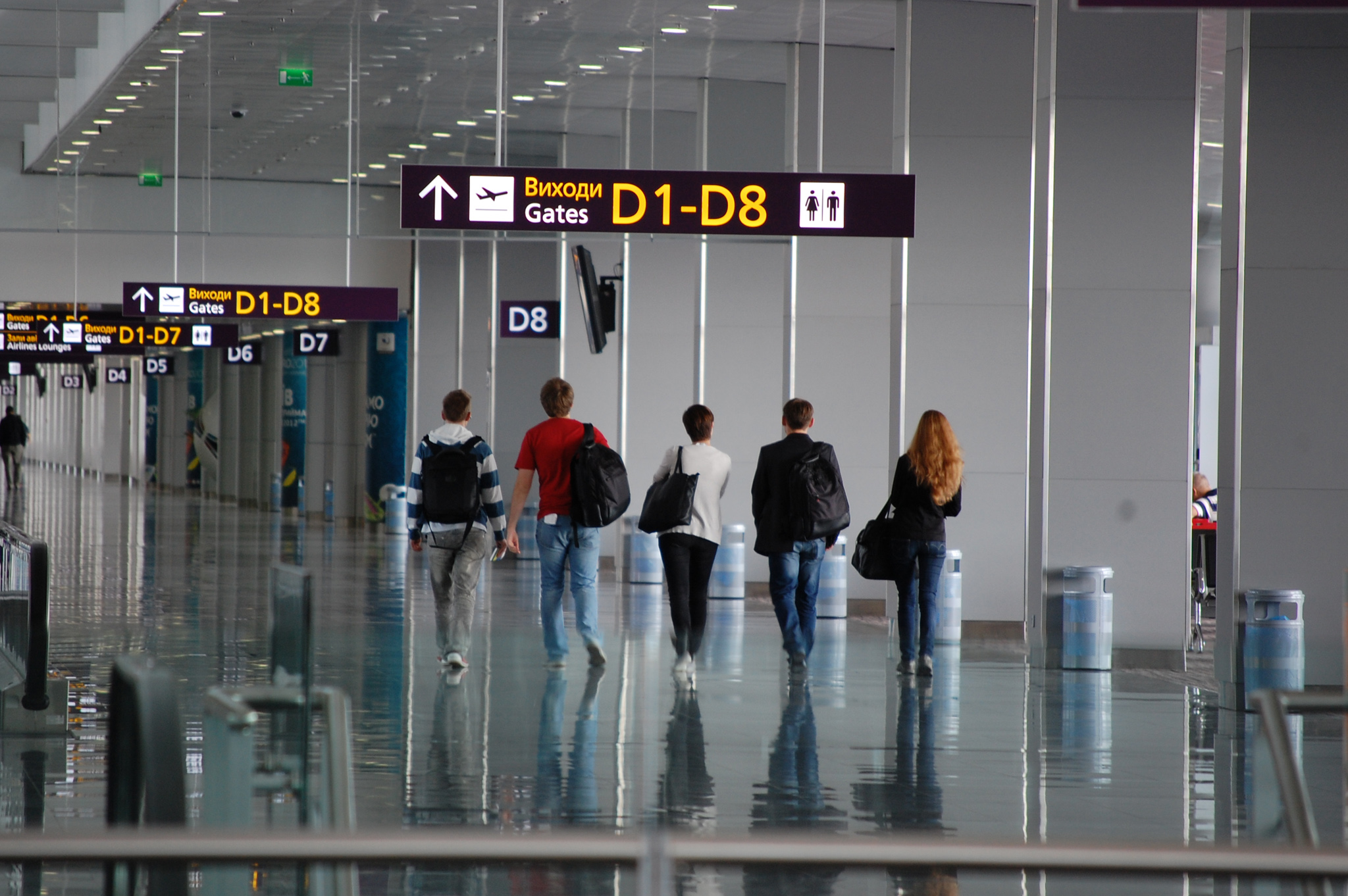
Terminal D

- Terminal F (vuelos a Europa)

Mapa del Aeropuerto

## Desarrollo
El Aeropuerto Internacional de Borýspil maneja la mayor parte del tráfico internacional de Ucrania. La Terminal B contaba con solo 5 puertas de embarque (dos de los cuales eran puentes de embarque), y no eran suficientes para operar todos los vuelos internacionales desde el aeropuerto. Esta fue la causa que motivó las obras de expansión de la terminal, las cuales comenzaron en el 2005. La primera etapa de la expansión de la Terminal B fueron completadas el 27 de enero de 2006, mientras que la siguiente etapa de expansión debería estar completa para el 2007. 
También hay planes para expandir aún más el aeropuerto, mediante la construcción de varias nuevas terminales. El Gobierno ha estado llevando a cabo reuniones con los propietarios de las tierras que circundan el aeropuerto, tratando de comprar más terrenos para la expansión del aeropuerto. La construcción de la Terminal D está planeada para comenzar en el segundo trimestre de 2008, y se espera su finalización para el tercer trimestre de 2010. Por su parte, la Plataforma M, el cual está conectada a la Terminal B y requiere mejoras, será reconstruida en el período 2009-2010. La razón de la demora en la reconstrucción de la Plataforma M es que es necesario que la Terminal B esté completamente operacional.
Cuando se inaugure la Terminal D, la Plataforma M podrá ser reconstruida sin mayor impacto en el tráfico. Una nueva pista será construida en el período 2012-2014. La construcción de las Terminales E, F y G tendrán lugar entre 2010 y 2020, de acuerdo a la demanda; y las terminales F y G serán capaces de manejar el Airbus A380.

## Otras facilidades

### Instalaciones VIP y gubernamentales
Se está construyendo una nueva instalación VIP (llamada 'Boryspil 2') en el extremo norte de la pista este. Se espera que esta instalación sirva a diputados (miembros del Parlamento) de la Verkhovna Rada, el presidente ucraniano, miembros de alto rango del gobierno ucraniano y otros funcionarios y delegados nacionales y extranjeros. La terminal prestará servicios a los funcionarios ucranianos a una tasa de 180 UAH por persona, mientras que se espera que otros que deseen utilizar sus instalaciones paguen un mínimo de 1100 UAH. Los planes para la nueva terminal VIP muestran que costará alrededor de 350 millones de UAH y tendrá capacidad para atender a unos 150 pasajeros por hora. En cambio, tendrá acceso controlado desde la ciudad de Boryspil, lo que permitirá el acceso a la autopista Boryspil-Kiev.
La Terminal D está equipada para atender a otros pasajeros VIP no gubernamentales, para quienes proporciona un área de facturación separada, sala de embarque y área de embarque.
La flota aérea del gobierno de Ucrania (Ukraine Air Enterprise) tiene su base en Boryspil. Esta flota consta de un Airbus A319 para uso del presidente de Ucrania, dos aviones Ilyushin Il-62 de largo recorrido y varios aviones y helicópteros más pequeños para uso del gobierno general. Actualmente, estos aviones tienen su base cerca de los hangares cubiertos al norte de la Terminal F. Sin embargo, con la finalización de Boryspil 2, se espera que la aeronave dedicada al gobierno se traslade a la plataforma de esa instalación, permitiendo así a los funcionarios abordar / desembarcar sus aeronaves con efectos adversos mínimos en otras operaciones civiles.

### Instalaciones de cáterin y carga
En el aeropuerto de Boryspil, durante casi 20 años, opera la empresa Aero Catering Services Ukraine y su instalación de catering para aerolíneas es parte de la red regional y global de servicios de catering: LSG Sky Chefs.
El 16 de mayo de 2012, se inauguró en el aeropuerto una moderna instalación de catering muy ampliada. El complejo, que es administrado por Kyiv Catering, costó alrededor de US $ 25 millones para construir y es capaz de producir hasta 25,000 comidas empaquetadas para vuelos al día. El nuevo centro de restauración se construyó en su totalidad con fondos privados proporcionados por inversores, por lo que es una de las primeras inversiones en Boryspil no financiada en parte por el estado.

## Aerolíneas y destinos

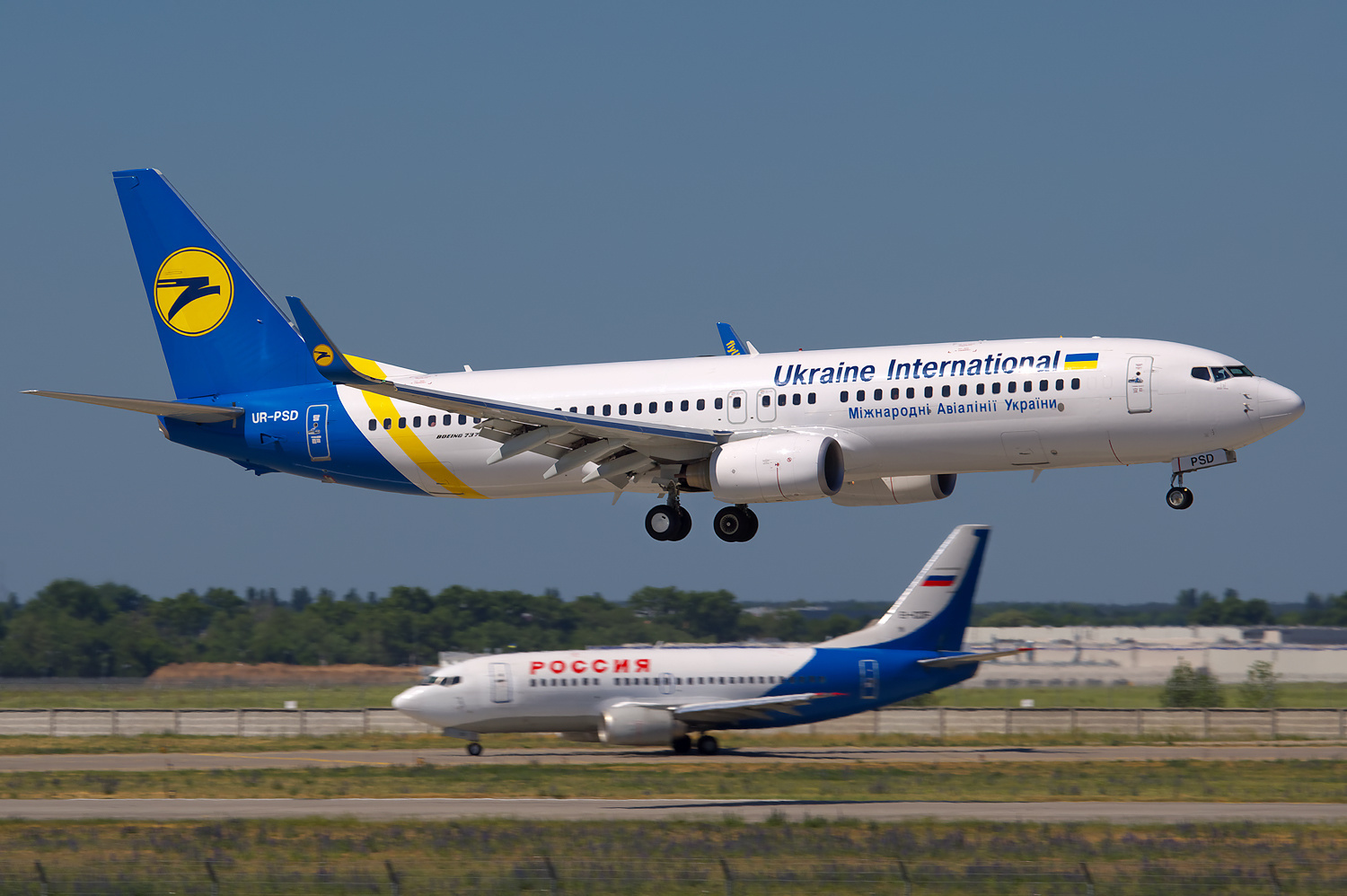
Ukraine International Airlines Boeing 737-800 de aterrizar en el aeropuerto de Borýspil.

Todos los vuelos nacionales e internacionales están suspendidos temporalmente debido a la invasión rusa de Ucrania de 2022

### Destinos nacionales
| Aerolíneas                     | Destinos                                                                                   |
| ------------------------------ | ------------------------------------------------------------------------------------------ |
| Ukraine International Airlines | Chernivtsi, Dnipró, Ivano-Frankivsk, Járkov, Jersón, Leópolis, Odesa, Vínnitsa, Zaporizhia |
| Windrose Airlines              | Dnipró                                                                                     |

### Destinos internacionales
| Ciudades por países                              | Nombre del aeropuerto                                   | Aerolíneas | Aeronaves | Frecuencias semanales |
| África                                           | África                                                  | África | África    | África                |
| ------------------------------------------------ | ------------------------------------------------------- | --- | --------- | --------------------- |
| Egipto                                           |                                                         | |           |                       |
| El Cairo                                         | Aeropuerto Internacional de El Cairo                    | Ukraine International Airlines |           |                       |
| Hurghada                                         | Aeropuerto Internacional de Hurghada                    | Azur Air Ukraine (Chárter Estacional) SkyUp Airlines (Chárter) Ukraine International Airlines (Chárter Estacional) Windrose Airlines (Chárter Estacional)                                          | B7x7 B737 |                       |
| Marsa Alam                                       | Aeropuerto Internacional de Marsa Alam                  | SkyUp Airlines (Chárter Estacional) | B737      |                       |
| Sharm el-Sheij                                   | Aeropuerto Internacional de Sharm el-Sheij              | Azur Air Ukraine (Chárter Estacional) SkyUp Airlines (Chárter) Ukraine International Airlines (Chárter Estacional) Windrose Airlines (Chárter Estacional)                                          | B7x7 B737 |                       |
| Túnez                                            |                                                         | |           |                       |
| Enfidha                                          | Aeropuerto Internacional Enfidha-Hammamet               | Azur Air Ukraine (Chárter Estacional) | B7x7      |                       |
| Monastir                                         | Aeropuerto Internacional de Monastir-Habib Bourguiba    | SkyUp Airlines (Chárter Estacional) | B737      |                       |
| Norteamérica                                     |                                                         | |           |                       |
| Canadá (1 destino y 1 aerolínea)                 |                                                         | |           |                       |
| Toronto                                          | Aeropuerto Internacional Toronto Pearson                | Ukraine International Airlines | B7x7      |                       |
| Estados Unidos (1 destino y 1 aerolínea)         |                                                         | |           |                       |
| Nueva York                                       | Aeropuerto Internacional John F. Kennedy                | Ukraine International Airlines | B7x7      |                       |
| México (1 destino y 2 aerolíneas)                |                                                         | |           |                       |
| Cancún                                           | Aeropuerto Internacional de Cancún                      | Azur Air Ukraine (Chárter Estacional) Ukraine International Airlines (Chárter Estacional) | B7x7      |                       |
| El Caribe                                        |                                                         | |           |                       |
| República Dominicana (2 destinos y 2 aerolíneas) |                                                         | |           |                       |
| Punta Cana                                       | Aeropuerto Internacional de Punta Cana                  | Azur Air Ukraine (Chárter Estacional) | B7x7      |                       |
| La Romana                                        | Aeropuerto Internacional de La Romana                   | Azur Air Ukraine (Chárter Estacional) Ukraine International Airlines (Chárter Estacional) | B7x7      |                       |
| Asia                                             |                                                         | |           |                       |
| Arabia Saudita                                   |                                                         | |           |                       |
| Yida                                             | Aeropuerto Internacional Rey Abdulaziz                  | Flynas SkyUp Airlines | A32x B737 |                       |
| Riad                                             | Aeropuerto Internacional Rey Khalid                     | Flynas SkyUp Airlines | A32x B737 |                       |
| Armenia (1 destino y 2 aerolíneas)               |                                                         | |           |                       |
| Ereván                                           | Aeropuerto Internacional de Zvartnots                   | SkyUp Airlines Ukraine International Airlines | B737      |                       |
| Azerbaiyán                                       |                                                         | |           |                       |
| Bakú                                             | Aeropuerto Internacional Heydar Aliyev                  | Azerbaijan Airlines Ukraine International Airlines |           |                       |
| China                                            |                                                         | |           |                       |
| Beijing                                          | Aeropuerto Internacional de Pekín-Capital               | Ukraine International Airlines |           |                       |
| Chipre                                           |                                                         | |           |                       |
| Lárnaca                                          | Aeropuerto Internacional de Lárnaca                     | SkyUp Airlines Ukraine International Airlines Windrose Airlines (Estacional) | B737      |                       |
| Pafos                                            | Aeropuerto Internacional de Pafos                       | Ryanair | B737      |                       |
| EAU                                              |                                                         | |           |                       |
| Dubái                                            | Aeropuerto Internacional de Dubái                       | Flydubai SkyUp Airlines Ukraine International Airlines | B737      |                       |
| Sharjah                                          | Aeropuerto Internacional de Sharjah                     | Air Arabia | A32x      |                       |
| Georgia                                          |                                                         | |           |                       |
| Batumi                                           | Aeropuerto Internacional de Batumi                      | SkyUp Airlines | B737      |                       |
| Tiflis                                           | Aeropuerto Internacional de Tiflis                      | Georgian Airways SkyUp Airlines Ukraine International Airlines | B737      |                       |
| India                                            |                                                         | |           |                       |
| Goa                                              | Aeropuerto Internacional de Goa                         | Azur Air Ukraine (Chárter Estacional) Ukraine International Airlines (Chárter Estacional) | B7x7      |                       |
| Nueva Delhi                                      | Aeropuerto Internacional Indira Gandhi                  | Ukraine International Airlines |           |                       |
| Irán                                             |                                                         | |           |                       |
| Teherán                                          | Aeropuerto Internacional Imán Jomeini                   | Ukraine International Airlines |           |                       |
| Irak                                             |                                                         | |           |                       |
| Bagdad                                           | Aeropuerto Internacional de Bagdad                      | Iraqi Airways |           |                       |
| Israel                                           |                                                         | |           |                       |
| Tel Aviv                                         | Aeropuerto Internacional Ben Gurión                     | El Al Ukraine International Airlines | B7x7      |                       |
| Japón                                            |                                                         | |           |                       |
| Nagoya                                           | Aeropuerto Internacional Chūbu Centrair                 | Ukraine International Airlines |           |                       |
| Jordania                                         |                                                         | |           |                       |
| Amán                                             | Aeropuerto Internacional Queen Alia                     | Ukraine International Airlines |           |                       |
| Kazajistán                                       |                                                         | |           |                       |
| Almaty                                           | Aeropuerto internacional de Almaty                      | Air Astana SkyUp Airlines Ukraine International Airlines | B737      |                       |
| Nursultán                                        | Aeropuerto Internacional de Nursultán                   | Air Astana |           |                       |
| Catar                                            |                                                         | |           |                       |
| Doha                                             | Aeropuerto Internacional Hamad                          | Qatar Airways |           |                       |
| Sri Lanka                                        |                                                         | |           |                       |
| Colombo                                          | Aeropuerto Internacional Bandaranaike                   | Azur Air Ukraine (Chárter Estacional) Ukraine International Airlines | B7x7      |                       |
| Tailandia                                        |                                                         | |           |                       |
| Bangkok                                          | Aeropuerto Internacional Suvarnabhumi                   | Ukraine International Airlines |           |                       |
| Phuket                                           | Aeropuerto Internacional de Phuket                      | Azur Air Ukraine (Chárter Estacional) | B7x7      |                       |
| Turquía                                          |                                                         | |           |                       |
| Ankara                                           | Aeropuerto Internacional Esenboğa                       | Ukraine International Airlines |           |                       |
| Antalya                                          | Aeropuerto de Antalya                                   | Azur Air Ukraine (Chárter Estacional) SkyUp Airlines (Chárter Estacional) Ukraine International Airlines (Chárter Estacional) Windrose Airlines (Chárter Estacional)                               | B7x7 B737 |                       |
| Bodrum                                           | Aeropuerto de Milas-Bodrum                              | Azur Air Ukraine (Chárter Estacional) SkyUp Airlines (Chárter Estacional) Turkish Airlines (Estacional) Ukraine International Airlines (Chárter Estacional) Windrose Airlines (Chárter Estacional) | B7x7 B737 |                       |
| Dalaman                                          | Aeropuerto de Dalaman                                   | Azur Air Ukraine (Chárter Estacional) Ukraine International Airlines (Chárter Estacional) Windrose Airlines (Chárter Estacional)                                                                   | B7x7      |                       |
| Esmirna                                          | Aeropuerto de Esmirna-Adnan Menderes                    | Ukraine International Airlines (Estacional) Windrose Airlines (Chárter Estacional) |           |                       |
| Estambul                                         | Aeropuerto Internacional de Estambul                    | Turkish Airlines Ukraine International Airlines |           |                       |
| Kayseri                                          | Aeropuerto Internacional de Erkilet                     | Ukraine International Airlines (Chárter Estacional) |           |                       |
| Uzbekistán                                       |                                                         | |           |                       |
| Taskent                                          | Aeropuerto Internacional de Taskent                     | SkyUp Airlines | B737      |                       |
| Vietnam                                          |                                                         | |           |                       |
| Ciudad de Ho Chi Minh                            | Aeropuerto Internacional de Tan Son Nhat                | Bamboo Airways |           |                       |
| Hanói                                            | Aeropuerto Internacional de Nội Bài                     | Bamboo Airways |           |                       |
| Nha Trang                                        | Aeropuerto de Cam Ranh                                  | Azur Air Ukraine (Chárter Estacional) | B7x7      |                       |
| Europa                                           |                                                         | |           |                       |
| Albania (1 destino y 1 aerolínea)                |                                                         | |           |                       |
| Tirana                                           | Aeropuerto Internacional Madre Teresa                   | SkyUp Airlines (Chárter Estacional) | B737      |                       |
| Alemania                                         |                                                         | |           |                       |
| Berlín                                           | Aeropuerto de Berlín-Brandeburgo Willy Brandt           | Ryanair SkyUp Airlines Ukraine International Airlines | B737      |                       |
| Düsseldorf                                       | Aeropuerto Internacional de Düsseldorf                  | Ukraine International Airlines |           |                       |
| Fráncfort del Meno                               | Aeropuerto de Fráncfort del Meno                        | Lufthansa Ukraine International Airlines |           |                       |
| Hann                                             | Aeropuerto de Fráncfort-Hahn                            | Ryanair | B737      |                       |
| Karlsruhe                                        | Aeropuerto de Karlsruhe-Baden Baden                     | Ryanair | B737      |                       |
| Múnich                                           | Aeropuerto Internacional de Múnich                      | Lufthansa Ukraine International Airlines |           |                       |
| Núremberg                                        | Aeropuerto de Núremberg                                 | Ryanair | B737      |                       |
| Stuttgart                                        | Aeropuerto de Stuttgart                                 | Laudamotion | A320-200  |                       |
| Weeze                                            | Aeropuerto de Baja Renania                              | Ryanair | B737      |                       |
| Austria                                          |                                                         | |           |                       |
| Salzburgo                                        | Aeropuerto de Salzburgo                                 | Ukraine International Airlines |           |                       |
| Viena                                            | Aeropuerto de Viena                                     | Austrian Airlines Laudamotion Ukraine International Airlines | A320-200  |                       |
| Bélgica                                          |                                                         | |           |                       |
| Bruselas                                         | Aeropuerto de Bruselas-Zaventem                         | Brussels Airlines Ukraine International Airlines | A3xx      |                       |
| Bielorrusia                                      |                                                         | |           |                       |
| Minsk                                            | Aeropuerto Internacional de Minsk                       | Belavia Ukraine International Airlines |           |                       |
| Bulgaria                                         |                                                         | |           |                       |
| Burgas                                           | Aeropuerto de Burgas                                    | Azur Air Ukraine (Chárter Estacional) SkyUp Airlines (Estacional) Ukraine International Airlines (Chárter Estacional) Windrose Airlines (Estacional)                                               | B7x7 B737 |                       |
| Sofía                                            | Aeropuerto de Sofía                                     | Ryanair Ukraine International Airlines | B737      |                       |
| Varna                                            | Aeropuerto de Varna                                     | SkyUp Airlines (Estacional) | B737      |                       |
| Croacia                                          |                                                         | |           |                       |
| Split                                            | Aeropuerto de Split                                     | SkyUp Airlines (Chárter Estacional) Windrose Airlines (Chárter Estacional) | B737      |                       |
| Pula                                             | Aeropuerto de Pula                                      | SkyUp Airlines (Estacional) Windrose Airlines (Estacional) | B737      |                       |
| Dinamarca                                        |                                                         | |           |                       |
| Copenhague                                       | Aeropuerto de Copenhague-Kastrup                        | Ukraine International Airlines |           |                       |
| Eslovaquia                                       |                                                         | |           |                       |
| Bratislava                                       | Aeropuerto de Bratislava                                | Ryanair | B737      |                       |
| España                                           |                                                         | |           |                       |
| Alicante                                         | Aeropuerto de Alicante                                  | SkyUp Airlines (Estacional) | B737      |                       |
| Barcelona                                        | Aeropuerto Internacional El Prat                        | Azur Air Ukraine (Chárter Estacional) Ryanair SkyUp Airlines Ukraine International Airlines Windrose Airlines (Estacional)                                                                         | B7x7 B737 |                       |
| Jerez de la Frontera                             | Aeropuerto de Jerez                                     | Ryanair (Estacional) | B737      |                       |
| Madrid                                           | Aeropuerto de Madrid-Barajas                            | Ryanair Ukraine International Airlines | B737      |                       |
| Palma de Mallorca                                | Aeropuerto de Palma de Mallorca                         | SkyUp Airlines (Estacional) Ukraine International Airlines (Estacional) | B737      |                       |
| Sevilla                                          | Aeropuerto de Sevilla                                   | Ryanair (Estacional) | B737      |                       |
| Tenerife                                         | Aeropuerto de Tenerife Sur                              | SkyUp Airlines (Estacional) Ukraine International Airlines (Chárter Estacional) | B737      |                       |
| Valencia                                         | Aeropuerto de Valencia                                  | Ryanair | B737      |                       |
| Finlandia                                        |                                                         | |           |                       |
| Helsinki                                         | Aeropuerto de Helsinki-Vantaa                           | Ukraine International Airlines |           |                       |
| Francia                                          |                                                         | |           |                       |
| Niza                                             | Aeropuerto Internacional de Niza-Costa Azul             | SkyUp Airlines (Estacional) Ukraine International Airlines (Estacional) | B737      |                       |
| París                                            | Aeropuerto de París-Charles de Gaulle                   | Air France SkyUp Airlines Ukraine International Airlines | B737      |                       |
| Grecia                                           |                                                         | |           |                       |
| Atenas                                           | Aeropuerto Internacional Eleftherios Venizelos          | Aegean Airlines Ryanair Ukraine International Airlines | A32x B737 |                       |
| Heraclión                                        | Aeropuerto Internacional de Heraclión Nikos Kazantzakis | SkyUp Airlines (Chárter Estacional) Windrose Airlines (Chárter Estacional) | B737      |                       |
| Patras                                           | Aeropuerto de Araxos                                    | Windrose Airlines (Chárter Estacional) |           |                       |
| Rodas                                            | Aeropuerto Internacional de Rodas-Diágoras              | Windrose Airlines (Chárter Estacional) |           |                       |
| Hungría                                          |                                                         | |           |                       |
| Budapest                                         | Aeropuerto de Budapest-Ferenc Liszt                     | Ukraine International Airlines Windrose Airlines |           |                       |
| Irlanda                                          |                                                         | |           |                       |
| Dublín                                           | Aeropuerto de Dublín                                    | Ryanair | B737      |                       |
| Italia                                           |                                                         | |           |                       |
| Ancona                                           | Aeropuerto de Ancona-Falconara                          | Windrose Airlines (Estacional) |           |                       |
| Bérgamo                                          | Aeropuerto de Bérgamo-Orio al Serio                     | Ukraine International Airlines |           |                       |
| Catania                                          | Aeropuerto de Catania-Fontanarossa                      | SkyUp Airlines (Estacional) | B737      |                       |
| Lamezia Terme                                    | Aeropuerto Internacional de Lamezia Terme               | Windrose Airlines (Chárter Estacional) |           |                       |
| Milán                                            | Aeropuerto de Milán-Malpensa                            | Ukraine International Airlines |           |                       |
| Nápoles                                          | Aeropuerto de Nápoles-Capodichino                       | SkyUp Airlines | B737      |                       |
| Roma                                             | Aeropuerto de Roma-Fiumicino                            | Ukraine International Airlines |           |                       |
| Rímini                                           | Aeropuerto de Rímini                                    | SkyUp Airlines (Estacional) | B737      |                       |
| Venecia                                          | Aeropuerto Internacional Marco Polo                     | Ukraine International Airlines |           |                       |
| Letonia                                          |                                                         | |           |                       |
| Riga                                             | Aeropuerto Internacional de Riga                        | AirBaltic Ukraine International Airlines | A220-371  |                       |
| Lituania                                         |                                                         | |           |                       |
| Vilna                                            | Aeropuerto Internacional de Vilna                       | Ryanair Ukraine International Airlines | B737      |                       |
| Moldavia                                         |                                                         | |           |                       |
| Chisináu                                         | Aeropuerto Internacional de Chisináu                    | Air Moldova Ukraine International Airlines | A3xxceo   |                       |
| Montenegro                                       |                                                         | |           |                       |
| Tivat                                            | Aeropuerto de Tivat                                     | SkyUp Airlines (Chárter Estacional) Windrose Airlines (Estacional) | B737      |                       |
| Noruega                                          |                                                         | |           |                       |
| Oslo                                             | Aeropuerto de Oslo-Gardermoen                           | SAS Ukraine International Airlines |           |                       |
| Países Bajos                                     |                                                         | |           |                       |
| Ámsterdam                                        | Aeropuerto de Ámsterdam-Schiphol                        | KLM Ukraine International Airlines |           |                       |
| Polonia                                          |                                                         | |           |                       |
| Breslavia                                        | Aeropuerto de Breslavia-Copérnico                       | Ryanair | B737      |                       |
| Bydgoszcz                                        | Aeropuerto de Bydgoszcz-Ignacy Jan Paderewski           | Ryanair | B737      |                       |
| Cracovia                                         | Aeropuerto de Cracovia-Juan Pablo II                    | Ryanair Ukraine International Airlines | B737      |                       |
| Gdańsk                                           | Aeropuerto de Gdańsk-Lech Wałęsa                        | Ryanair | B737      |                       |
| Katowice                                         | Aeropuerto Internacional de Katowice                    | Ryanair | B737      |                       |
| Poznan                                           | Aeropuerto de Poznan-Ławica                             | Ryanair | B737      |                       |
| Varsovia                                         | Aeropuerto de Varsovia-Chopin                           | LOT Polish Airlines Ukraine International Airlines |           |                       |
| Varsovia                                         | Aeropuerto de Varsovia-Modlin                           | Ryanair | B737      |                       |
| República Checa                                  |                                                         | |           |                       |
| Praga                                            | Aeropuerto de Praga                                     | Czech Airlines SkyUp Airlines Ukraine International Airlines | B737      |                       |
| Portugal                                         |                                                         | |           |                       |
| Faro                                             | Aeropuerto de Faro                                      | SkyUp Airlines (Estacional) | B737      |                       |
| Reino Unido                                      |                                                         | |           |                       |
| Londres                                          | Aeropuerto de Londres-Gatwick                           | Ukraine International Airlines |           |                       |
| Londres                                          | Aeropuerto de Londres-Stansted                          | Ryanair | B737      |                       |
| Mánchester                                       | Aeropuerto Internacional de Mánchester                  | Ryanair | B737      |                       |
| Suecia                                           |                                                         | |           |                       |
| Estocolmo                                        | Aeropuerto de Estocolmo-Arlanda                         | Ryanair Ukraine International Airlines | B737      |                       |
| Suiza                                            |                                                         | |           |                       |
| Ginebra                                          | Aeropuerto Internacional de Ginebra                     | Ukraine International Airlines |           |                       |
| Zúrich                                           | Aeropuerto Internacional de Zúrich                      | Swiss Ukraine International Airlines | A         |                       |

## Estadísticas

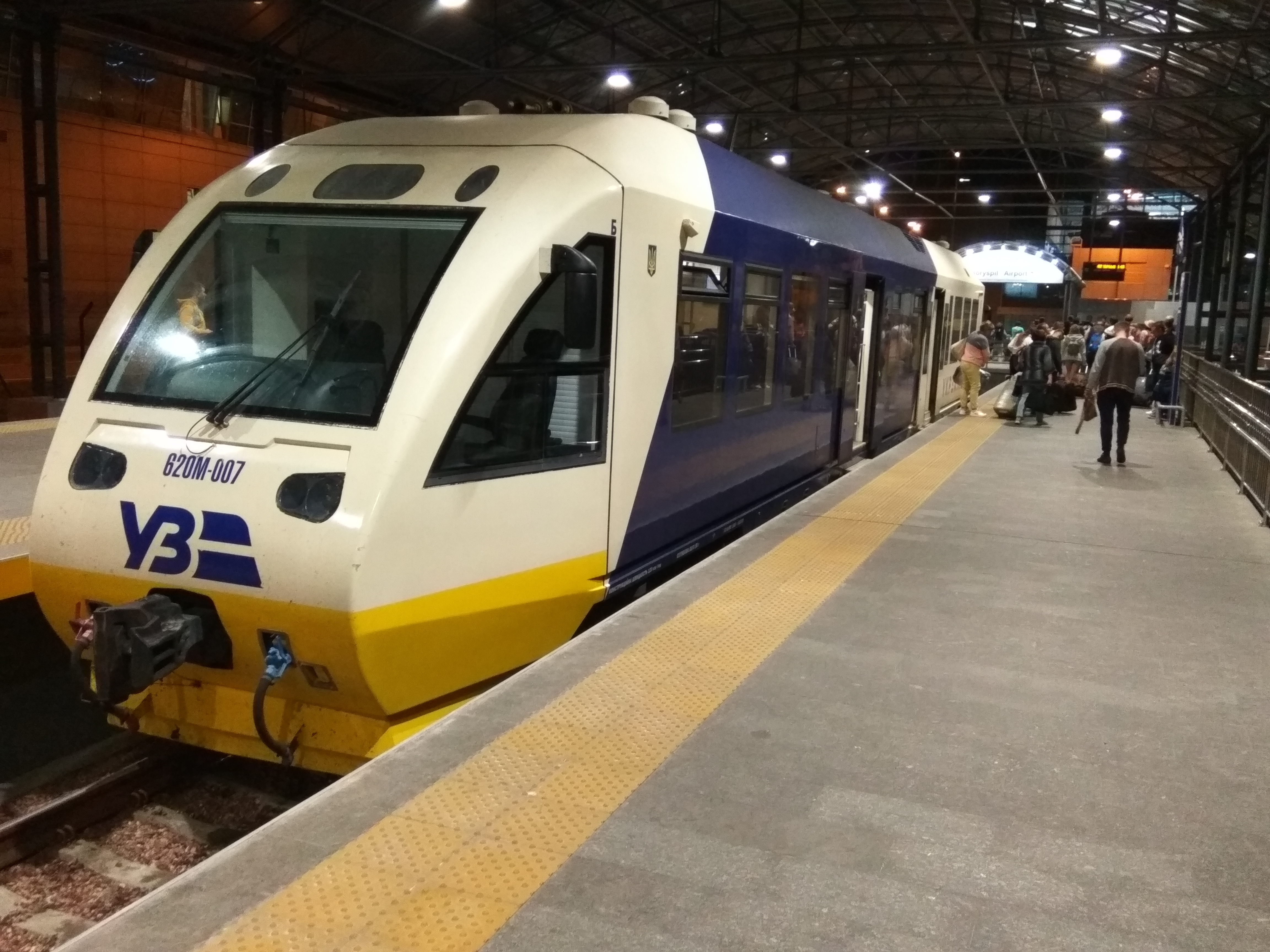
Estación del Borýspil Express

Ver fuente y consulta Wikidata.